# 今治市立大三島小学校
今治市立大三島小学校（いまばりしりつおおみしましょうがっこう）は、愛媛県今治市の旧越智郡大三島町域（大三島）にある公立小学校。

## 概要
- 本校は、今治市の旧大三島町域（大三島西部）を学区とする。

## 沿革
- 2004年（平成16年）4月1日 - 大三島南小学校と大三島北小学校を統合し、本校開校
- 2005年（平成17年）1月16日 - 平成の大合
併により、今治市立大三島小学校と改称。
- 2020年（令和2年）7月1日 - 普通教室のエアコン運用開始。
- 2021年（令和3年）4月1日 - 学校運営協議会（コミュニティ・スクール）発足。同日、GIGAスクール構想によるICT教育推進を開始する。

## 児童数
2019年5月1日時点
| 学年 | 1年 | 2年 | 3年 | 4年 | 5年 | 6年 | 特別支援 | 合計 |
| ---- | --- | --- | --- | --- | --- | --- | -------- | ---- |
| 学級 | 1   | 1   | 1   | 1   | 1   | 1   | 2        | 8    |
| 児童 | 10  | 19  | 16  | 12  | 9   | 13  | 2        | 81   |

- Gaccom大三島小学校（児童数）

## 学区
- 旧大三島町全域[1]

## 進学先中学校
- 今治市立大三島中学校

## 周辺
- 大三島郵便局
- 矢野眼科大三島分院
- 今治警察署大三島駐在所
- 愛媛県道21号大三島上浦線
- 愛媛県道51号大三島環状線

## アクセス
- 瀬戸内海交通「宮浦港宗方港」線で、「大三島小学校」バス停下車。